# Хипохлораста киселина
Хипохлораста (хипохлоритна) киселина је слаба киселина са формулом HClO. Формира се дисоцијацијом хлора у води. Не може се раздвојити од реактаната због нестабилности. HClO се користи као избељивач, оксидант, дезодоранс и дезинфикатор.

## Добијање
Додавање хлора води ће узроковати стварање и хипохлорасте и хлороводоничне киселине:
(HCl):

## Употреба
У органској синтези, хипохлораста киселина претвара алкене у хлорохидрине.
У биологији, хипохлораста киселина је направљена од неутрофила, пероксидацијом хлоридних јона што доприноси уништавању бактерија. Хипохлораста киселина се користи за дезинфикацију базена.

## Реакције
У води, хипохлораста киселина партитивно дисосује у анјон хипохлорит:
:
Соли хипохлорасте киселине се зову хипохлорити. Најпознатији је NaOCl, који је главни састојак избељивача.
При утицају сунчеве светлости, хипохлораста киселина награђује хлороводоник. Та реакција изгледа овако:
{-2Cl2 + 2H2O → 4HCl + O2}-
HOCl се сматра већим оксидантом него сам хлор.

## Реактивност са биомолекулима
Хипохлораста киселина реагује са многим биомолекулима као што су ДНК, РНК, протеинима, липидима и аминокиселинама.

## Реакција са протеинским сулфхидралним групама
Нокс et al. је први увидео да је хипохлораста киселина сулфхидрални инхибитор да у довољним количинама може скроз да инактивира протеине који имају слуфхидралне групе. Ово је задо што хипохлораста киселина оксидира сулфхидралне групе што води до дисулфидне везе што узрокује упоредо везивање протеина. Механизам хипохлорасте киселине у оксидацији сулфхидралних група је сличан хлораминовом. Сугласно са овим, каже се да се сулфхидралне групе које садрже сумпор могу оксидовати чак три пута са молекулима хипохлорасте киселине.

## Реакција са протеинима и аминогрупама
Хипохлораста киселина спремно реагује са аминокиселинама са аминогрупама, где ће се хлор из HOCl заменити водоником што ће узроковати стварање хлорамина. Хлориниране аминокиселине се дивље разлажу али протеинске хлорамине чувају неку капацитивност оксидативности.

## Реакција са ДНК и нуклеотидима
Хипохлораста киселина реагује спорије са ДНК и РНК.

## Реакција са липидима
Хипохлораста киселина реагује само са незасићеним везама липида. Јон OCl не реагује. Реакције се врше хидролизом са додатком хлора једном од угљеника а хидроксилном групом другом.

## Безбедност
Хипохлораста киселина може формирати експлозивне супстанце.